# Хор Светог Јована Златоустог из Пирота
Хор Светог Јована Златоустог из Пирота је црквени хор из Пирота. За оснивање овог хора се узима 1998. година.

## Историјат
Оснивачи хора јесу свештеници Мирослав Николић и Крстивој Николић који су почели да раде прве пробе и увежбавање. Хоровођа је у том периоду је био Василије Петровић Васица. Крајем те године је хор извео композицију Боже правде на прослави дана ослобођења Пирота. Због НАТО агресије, хор је престао са радом 1999. године.
Касније, улогу хоровође преузима Катарина Станковић. Пробе су имали у Дому културе јер нису имали своје просторије за рад. Након тога, пробе су се одржавале у просторији Музеја Понишавље. Већина хориста аматера је било музички неписмено па се морало радити постепено и стрпљиво. Потпуно оснивање хора је завршено у току 1999. године. Основна намена овог хора јесте била ширење црквене и духовне музике а име је добила по Светом Јовану Златоустом који је написао литургију која се данас најчешће изводи у православним црквама.
Како је Катарина напустила хор због одласка у главни град, хор је имао паузу од скоро две године и мучио се са проблемом недостатка хоровође. Са пробама се почело тек на Ускрс 2003. године када је као нови диригент ангажована Јелена Лазаревић.
Хор је убрзо певао на свадбеним венчањима као и на литургијама у Саборној цркви. Први већи наступ су имали августа 2003. када је у оквиру пиротског културног лета Агора 03 приређен концерт у Саборној цркви.
2004. и 2005. година су биле мало неактивније јер су чланови хора имали обавезе те нису имали редовне пробе. 2004. године су ипак учествовали на прослави обележавања Дана града као и на снимању филма Зона Замфирова.
Права активност хора заправо почиње 2006. године када је хоровођа Јелена Лазаревић апсолвирала те је више времена посвећивала хору. Приредили су концерт у сали Дома културе августа 2006. године поводом 150 година од рођења Мокрањца.
Хор је ширио свој репертоар те се није везивао само за црквену музику.
Прва потврда за успешан рад су добили када су учестовали на Смотри хорова нишке епархије 2007. године у Прокупљу. Тада је хор освојио другу награду. Те исте године су учествовали на Пиротском културном лету приредивши целовечерњи концерт са пијанисткињом Аном Јовановић. У току ове године је основано Удружење за неговање музичке уметности Свети Јован Златоусти како би могли да конкуришу за различите видове пројекте из области културе и музике. Данас хор ради у склопу овог удружења.
Девета смотра хорова нишке епархије је 2008. године одржан баш у Пироту те је овај хор морао да све организује.
Хор је учестовао на Интернационалним хорским свечаностима у Нишу.
Године 2008. су певали на парастосу српским војницима на Српском војничком гробљу у Софији и ово је постала традиција. Те године су одржали концерт који је приређен 25. новембра у Саборној цркви поводом крсне славе хора те је овом догађају присуствовао и тадашњи владика нишки Иринеј.
Због финансијских неприлика, хор нема много активности 2009. и 2010. године те су наступи сведени на традиционалне и на појављивање у склопу градских дешавања. 2010. су освојили друго место на Интернационалном хорским свечаностима у Нишу а следеће године су учестовали на Другом међународном фестивалу духовне музике Музички едикт.
Хор је 2013. године у организацији Удружења учествовао на обележавању 125 година хорског певања у Пироту те је за ту прилику организован целовечерњи концерт у Саборној цркви.
Године 2016. је хор приредио два целовечерња концерта у Пироту и у Димитровграду.
Године 2018. је хор учестовао на међународном фестивалу православне духовне музике у Приморју (Бугарска).